# Kees Witteveen
Kees Witteveen (Leeuwarden, 14 de febrero de 1871-Ámsterdam, 23 de marzo de 1927) fue un deportista neerlandés que compitió en ciclismo en la modalidad de pista. Ganó una medalla de plata en el Campeonato Mundial de Ciclismo en Pista de 1895, en la prueba de medio fondo.

## Medallero internacional
| Campeonato Mundial | Campeonato Mundial | Campeonato Mundial | Campeonato Mundial |
| Año                | Lugar              | Medalla            | Competición        |
| ------------------ | ------------------ | ------------------ | ------------------ |
| 1895               | Colonia (Alemania) | Medalla de plata   | Medio fondo (A)    |